# Mangaung
De grootstedelijke gemeente Mangaung (spreek uit: [manga-oeng], Zuid-Sotho: Mangaung lekgotla la motse, Afrikaans: Mangaung Metropolitaanse Munisipaliteit) is een Zuid-Afrikaanse grootstedelijke gemeente in de provincie Vrijstaat, waarin de hoofdstad Bloemfontein ligt. De gemeente had in 2001 ongeveer 650.000 inwoners, in 2011 747.000 inwoners.

## Beschrijving
De gemeente Mangaung is op 1 januari 2000 ontstaan door samenvoeging van de drie steden Bloemfontein, Botshabelo en Thaba Nchu. Tussen deze drie steden liggen uitgestrekte vlakten, wat de lage dichtheid van 119 inwoners per km² verklaart.
De steden Botshabelo en Thaba Nchu hebben een volledig zwarte bevolking, Bloemfontein is gemengd en bestaat voor bijna 70% uit zwarten en voor ruim 30% uit blanken en kleurlingen. Omdat deze laatste groepen vrijwel volledig Afrikaanstalig zijn, neemt die taal een belangrijke plaats in. Grofweg kan gesteld worden dat het centrum, noorden, westen en zuidwesten van Bloemfontein overwegend blank is, terwijl het oosten en zuidoosten uit zwarte wijken bestaat.
De naam van de gemeente betekent in het Zuid-Sotho 'thuishaven van jachtluipaarden'.
In 2011 werd de gemeente opgewaardeerd tot grootstedelijk.

## Hoofdplaatsen
Mangaung is op zijn beurt nog eens verdeeld in acht hoofdplaatsen (Afrikaans: nedersettings) en de hoofdstad van de gemeente is de hoofdplaats Bloemfontein.
- Barolong Baga Moroka
- Bloemfontein
- Botshabelo
- Mangaung
- Morago
- Peter Swart
- Rodenbeck
- Thaba 'Nchu

## Politiek
| Stadsraadsverkiezingen 18 mei 2011         | Stadsraadsverkiezingen 18 mei 2011 | Stadsraadsverkiezingen 18 mei 2011 | Uitslag 2006 | Uitslag 2006 |
| ------------------------------------------ | ---------------------------------- | ---------------------------------- | ------------ | ------------ |
| Partij                                     | Stemmen in %                       | Zetels                             | Stemmen in % | Zetels       |
| African National Congress                  | 66,57                              | 65                                 | 71,51        | 65           |
| Democratic Alliance/Demokratiese Alliansie | 26,82                              | 26                                 | 16,09        | 15           |
| Congress of the People                     | 3,30                               | 3                                  | -            | -            |
| Vryheidsfront Plus                         | 1,40                               | 2                                  | 3,62         | 3            |
| African Christian Democratic Party         | 0,56                               | 0                                  | 1,21         | 1            |
| African Peoples Convention                 | 0,55                               | 1                                  | -            | -            |
| Pan Africanist Congress of Azania          | 0,26                               | 0                                  | 2,87         | 2            |
| Dikwankwetla Party of South Africa         | 0,25                               | 0                                  | 0,59         | 1            |
| United Christian Democratic Party          | -                                  | -                                  | 2,06         | 2            |
| Overige partijen                           | 0,59                               | 0                                  | 3,05         | 0            |
| Opkomst                                    | 54,81                              | 97                                 | ?            | 89           |

- Burgemeester: Gertrude Mothupi - African National Congress
- Onderburgemeester: Eva Moilwa - African National Congress
- Burgemeesterscomité: ANC
- Stadsraadsvoorzitter: Mahlomola Ralebese - African National Congress

## Partnersteden
- Gent (Vlaanderen, België, sinds 2004)